# Pristimantis matidiktyo
Pristimantis matidiktyo là một loài động vật lưỡng cư trong họ Strabomantidae, thuộc bộ Anura. Loài này được Ortega-Andrade & Valencia mô tả khoa học đầu tiên năm 2012.